# Karlmann keleti frank király
Karlmann, más névformában Carloman olaszosan Carlomanno (latinul: Karlomannus), (828/829 – 880. szeptember 22.) keleti frank király Bajor részkirályságban 876-tól, itáliai király 877-től haláláig.

## Élete
II. Lajos keleti frank király és Altdorfi Emma legidősebb fia, második gyermeküknek született. Édesapja már 856-ban kinevezte Bajorország keleti tartománya, az Ostmark élére. Ennek ellenére 861-ben, majd 863-ban ismét fellázadt Lajos ellen. A lázadás terve testvérétől, Ifjabb Lajostól származott, aki az első felkelésbe a harmadik fivért, Kövér Károlyt is beszervezte. 864-ben Lajos arra kényszerült hogy elfogadja Karlmannt Bajorország királyának. 865-ben Német Lajos felosztotta maradék területeit is fiai közt. Ifjabb Lajos kapta Szászországot, Frankföldet és Türingiát, Kövér Károly pedig Svábföldet és Rhaetiát. Később Lajos fia uralkodói erényeit látva fontolóra vette Karlmann egyedüli utódként való elismerését. Ez vezetett Karlmann testvéreinek 866. évi lázadásához. Ennek leverésében természetesen segédkezett édesapjának. 869-ben ugyancsak Német Lajos mellett harcolt a morvák ellen.
Időközben az utolsó Lothár-ági leszármazott, II. Lajos frank császár is Karlmannt jelölte ki utódjául a császári trónra. Lajos 875-ben meghalt, mire Karlmann fivérével, Vastag Károllyal együtt átkelt az Alpokon, de elkésett: nagybátyja, Kopasz Károly őt megelőzve Noviban VIII. János pápával császárrá koronáztatta magát.
Édesapja 876-os halála után Karlmann végre saját kezébe vehette földjei irányítását. A fivérek megegyeztek hogy fenntartják a békét egymás közt nagybátyjuk és unokatestvéreik ellen fordulva. 877-ben a király újra Itáliába vonult hadseregével. A hűbéreseitől cserbenhagyott Kopasz Károly Franciaország felé visszavonult, de útközben meghalt (talán megmérgezték). Ezzel szabaddá vált az út Karlmann számára a császári trón felé. Itália királyává történő megkoronázását követően még tárgyalt ugyan a pápával császárrá való felkenéséről, ám az idő újra közbeszólt: megbetegedett, és 877 végén visszatért Bajorországba. Teljesen már sohasem épült föl. 879-ben egy roham alkalmatlanná tette az uralkodásra és így apjához hasonlóan felosztotta területeit. Lajosra hagyta Bajorországot és Károlyra Itáliát. Karlmannak nem volt legitim gyermeke, de volt egy ágyasa, Litwinde. Törvénytelen fia, Arnulf megkapta a Karintia hercege címet. De ez a törvénytelen gyermek sokkal többre vitte. Később német és itáliai király majd császár is lett.

## Címei
- Bajor király (864 – 879)
- Itáliai király (877 – 879)

## Gyermekei
- Karlmann első felesége/szeretője? Liutswinde volt,[2] aki egy gyermeket szült:
  - Arnulf[2] (850 k. – 899. december 8.)
- Karlmann második feleségének a neve nem maradt fenn.[2]